# Teruo Nimura
Teruo Nimura (Prefettura di Kyoto, 2 maggio 1943) è un ex calciatore giapponese, di ruolo centrocampista.

## Statistiche

### Presenze e reti nei club
| Stagione | Squadra           | Campionato | Campionato | Campionato |
| Stagione | Squadra           | Comp       | Pres       | Reti       |
| -------- | ----------------- | ---------- | ---------- | ---------- |
| 1966     | Toyo Kogyo        | JSL        | 11         | 0          |
| 1967     | Toyo Kogyo        | JSL        | 11         | 0          |
| 1968     | Toyo Kogyo        | JSL        | 14         | 0          |
| 1969     | Toyo Kogyo        | JSL        | ?          | ?          |
| 1970     | Toyo Kogyo        | JSL        | 13         | ?          |
| 1971     | Toyo Kogyo        | JSL        | ?          | ?          |
| 1972     | Toyo Kogyo        | JSL1       | ?          | ?          |
| 1973     | Toyo Kogyo        | JSL1       | ?          | ?          |
| 1974     | Toyo Kogyo        | JSL1       | ?          | ?          |
| 1975     | Toyo Kogyo        | JSL1       | ?          | ?          |
| 1976     | Toyo Kogyo        | JSL1       | ?          | ?          |
|          | Totale Toyo Kogyo |            | 151        | 16         |